# Brandley Kuwas
Brandley Kuwas, né le 19 septembre 1992 à Hoorn, est un footballeur international curacien. Il évolue au poste d'ailier droit au FC Volendam.

## Biographie
Brandley Kuwas rejoint le club du Heracles Almelo lors de l'été 2016.

## Statistiques
| Saison                | Club                  | Championnat           | Championnat | Championnat | Coupe(s) nationale(s) | Coupe(s) nationale(s) | Compétition(s) continentale(s) | Compétition(s) continentale(s) | Compétition(s) continentale(s) | Total | Total |
| Saison                | Club                  | Division              | M.          | B.          | M.                    | B.                    | Comp.                          | M.                             | B.                             | M.    | B.    |
| 2012-2013             | FC Volendam           | Eerste Divisie        | 36          | 6           | 1                     | 0                     | -                              | -                              | -                              | 37    | 6     |
| 2013-2014             | FC Volendam           | Eerste Divisie        | 34          | 2           | 1                     | 0                     | -                              | -                              | -                              | 35    | 2     |
| 2014-2015             | FC Volendam           | Eerste Divisie        | 41          | 9           | 3                     | 0                     | -                              | -                              | -                              | 44    | 9     |
| Sous-total            | Sous-total            | Sous-total            | 111         | 17          | 5                     | 0                     | -                              | -                              | -                              | 116   | 17    |
| 2015-2016             | Excelsior Rotterdam   | Eredivisie            | 34          | 4           | 2                     | 0                     | -                              | -                              | -                              | 36    | 4     |
| Sous-total            | Sous-total            | Sous-total            | 34          | 4           | 2                     | 0                     | -                              | -                              | -                              | 36    | 4     |
| 2016-2017             | Heracles Almelo       | Eredivisie            | 18          | 2           | 3                     | 1                     | C3                             | 2                              | 0                              | 23    | 3     |
| Sous-total            | Sous-total            | Sous-total            | 18          | 2           | 3                     | 1                     | -                              | 2                              | 0                              | 23    | 3     |
| Total sur la carrière | Total sur la carrière | Total sur la carrière | 163         | 23          | 10                    | 1                     | -                              | 2                              | 0                              | 175   | 24    |